# بوکس در المپیک تابستانی ۱۹۰۸
مشت‌زنی در بازی‌های المپیک تابستانی ۱۹۰۸ نام رویداد ورزش مشت‌زنی در بازی‌های المپیک تابستانی بود که در سال ۱۹۰۸ برگزار شد.

## کشورهای شرکت کننده
در این مسابقات ۴۲ ورزشکار از ۴ کشور به رقابت با یک دیگر پرداختند.
- استرالزی (۱)
- دانمارک (۲)
- فرانسه (۷)
- بریتانیای کبیر (۳۲)

## جدول مدال‌ها
| رتبه | کشور           | طلا | نقره | برنز | مجموع |
| ۱    | بریتانیای کبیر | ۵   | ۴    | ۵    | ۱۴    |
| ۲    | استرالزی       | ۰   | ۱    | ۰    | ۱     |